# 마리 카트리네 프레이슬레르
마리 카트리네 프레이슬레르(덴마크어: Marie Cathrine Preisler, 1761년 12월 19일 ~ 1797년 5월 28일)는 덴마크의 연극 배우이다. 1778년부터 1797년까지 덴마크 왕립극장 소속 연극 배우로 활동했다.